# Diaphoretickes
Diaphoretickes ist ein Taxon, das zu den Eukaryoten (Lebewesen mit Zellkern) gestellt wird. Es umfasst die zwei super-groups Sar und Archaeplastida. Neben Großgruppen einzelliger Lebewesen wie den Rhizaria und Alveolata enthält diese Kronengruppe damit auch das gesamte Pflanzenreich.

## Definition
Das Taxon wurde 2012 rein phylogenetisch definiert. Diaphoretickes wird abgegrenzt als die größte gemeinsame Klade um die rezenten Arten Bigelowiella natans Moestrup & Sengco 2001 als Vertreter der Rhizaria, Tetrahymena thermophila Nanney & McCoy 1976 für die Alveolata, Thalassiosira pseudonana Cleve 1873 für die Stramenopilen und Arabidopsis thaliana (Linnaeus) für die Archaeplastida.
Es enthält damit weder die Kladen um den Menschen (Homo sapiens Linnaeus 1758) als Repräsentanten der Opisthokonta, noch die um Dictyostelium discoideum Raper 1935 für die Amoebozoa und auch nicht die um Euglena gracilis Klebs 1883 für die Excavata.

## Taxonomie
Das Taxon zeichnete sich erstmals deutlich in phylogenetischen Untersuchungen des Jahres 2008 einer Gruppe um Fabien Burki ab. In einem Artikel von Sina Adl und Kollegen wurde die Gruppe dann 2012 unter dem Namen Diaphoretickes beschrieben. Der Name bezieht sich auf das griechische Wort διαφορετικές diaforetikés, deutsch ‚verschiedenartig‘ und spielt auf die Vielfalt der morphologischen und grundlegenden zellularen Eigenschaften der Vertreter der Gruppe an.
Diaphoretickes enthält folgende Gruppen:
- Sar
- Archaeplastida (u. a. Pflanzen)